# درناها پرواز می‌کنند
درناها پرواز می‌کنند (روسی: Летят журавли) فیلمی در مورد جنگ جهانی دوم است که در سال ۱۹۵۷ منتشر شد. از بازیگران آن می‌توان به تاتیانا سامویلووا در نقش ورونیکا و آلکسی باتالوفدر نقش بوریس اشاره کرد. این فیلم در جشنواره فیلم کن ۱۹۵۸ برنده نخل طلایی شد.